# Fernando Almada
Fernando Almada Otero (Huatabampo, Sonora; 26 de febrero de 1929 - Ciudad de México; 30 de octubre de 2023) fue un actor, productor, argumentista, guionista y director mexicano. Era hermano de Mario Almada y Horacio Almada.

## Biografía
Antes de convertirse en actor desempeñó diversas labores como soldador y en una fábrica de muebles.
De acuerdo con la revista Quien, Fernando Almada fue uno de los primeros miembros de su familia en interesarse por la industria cinematográfica. A la par de sus estudios como ingeniero en el Instituto Politécnico Nacional (IPN), aprendía actuación y canto.
Debutó como director y guionista por única vez, en 1975, con la película El hechizo del pantano, bajo un argumento de Enrique López Rivera titulado La mariposa del estero, a su vez basado en un cuento de origen náhuatl, adaptado por el mismo Fernando Almada, el productor ejecutivo de la cinta Gustavo Bravo Ahuja y Carlos Valdemar.

## Muerte
Fernando falleció de causas naturales, el 30 de octubre de 2023 a los 94 años justo a la misma edad y en el mismo mes en que falleciera su hermano Mario.

## Filmografía
- Nido de águilas (1965)
- El hechizo del pantano (1978)
- La banda del carro rojo (1978)
- 357 magnum (1981)
- El gatillo de la muerte (1981)
- Pistoleros famosos (1981)
- Todos eran valientes (1983)
- Siete en la mira (1984)
- Que me maten de una vez (1985)
- Camino al infierno (1987)
- La diosa del puerto (1989)
- La camioneta gris (1990)
- Muerte en Tijuana (1991)
- En la mira del odio (1992)
- Venganza mortal (1995)
- Regalo caro (1998)
- La camioneta gris 2 (2000)